# سروده‌ای برای لیبوویتز
سروده‌ای برای لیبوویتز (انگلیسی: A Canticle for Leibowitz)، رمانی است اثر والتر ام. میلر جونیور، نویسنده آمریکایی که اولین بار در سال ۱۹۵۹ میلادی منتشر شد. داستان در آینده و در یک صومعه کاتولیک در جنوب‌غربی آمریکا می‌گذرد و اینکه چگونه پس از هزاران سال، دوباره تمدن در میان انسان‌های باقی‌مانده برقرار می‌شود.
این رمان از روی سه داستان کوتاهی نوشته شده که میلر ابتدا در مجله علمی‌تخیلی و فانتزی منتشر کرده بود. او این داستان‌ها را با الهام از بمباران صومعه‌ای در نبرد مونته کاسینو در طول جنگ‌جهانی دوم نوشته بود که خود در آن حضور داشت.
ابن رمان موفق شد جایزه ادبی هوگو برای بهترین رمان را در سال ۱۹۶۱ از آن خود کند.

## داستان
کتاب از سه بخش تشکیل شده و هر سه بخش درباره دیر کاتولیک فرقه قدیس لیبوویتز است که در بیابانی در جنوب‌غربی آمریکا قرار گرفته. وقایع هر بخش حدود هفتصد سال پیش از بخش بعدی رخ می‌دهد.
پس از جنگی هسته‌ای که به نابودی دولت‌ها و تمامی زیرساخت‌ها منجر شده، دوره‌ای از آشوب و کتاب‌سوزی بوجود می‌آید و مردم باقی‌مانده که از قحطی سال‌های اولیه و بیماری‌های رادیواکتیو جان به در برده‌اند تمامی کتاب‌ها و نشانه‌های دانش و نیز دولت پیشین را از بین می‌برند. پس از این، دوران جهل و نادانی بشر دوباره شروع می‌شود. اما در این دوران تاریک، یک مهندس صنایع نظامی ارتش، در حال فرار به دیری پناه می‌برد و در آنجا کشیش می‌شود و شروع به گردآوری کتاب‌های باقی‌مانده می‌کند و آنها را در زیر زمین مخفی می‌کند تا روزی که دوران تاریکی تمام شود. او فرقه کاتولیک لیبوویتز را بنیان‌گذاری می‌کند که پیروانش مخفیانه در سراسر امریکا به گردآوری دانش پیشین روی می‌آورند و خودش هم سرانجام همچون بسیاری از یارانش شکنجه و کشته می‌شود. اما کتابخانه‌ای که از او و یارانش برجا می‌ماند با نام ممورابیلیا (Memorabilia) تا دو هزارسال باقی ماند.
بخش اول کتاب، هفتصد سال بعد از کشته شدن لیبوویتز در جهانی پرآشوب روی می‌دهد. در این دوره، بازرس‌های پاپ در رم جدید، بررسی‌های موشکافانه‌ای را برای اعلام قداست پدر لیبوویتز آغاز می‌کنند. در این دوره، نوآموزی (برادر فرانسیس جرارد از یوتا) به خاطر اینکه می‌گفت او را در بیابان دیده سال‌های بسیاری از عمرش را در سختی گذراند.
در بخش دوم کتاب که هفتصد سال پس از بخش اول کتاب است، منطقه دچار درگیری قدرت‌های تازه به دوران رسیده با یکدیگر و آغاز سیاست‌بازی است. دوران فروپاشی اجتماعی به پایان رسیده و رنسانس شروع شده‌است. دانشمندی که با همکارهایش شروع به پژوهش در شاخه‌های علوم جدید کرده است (و در طول کتاب همپای گالیلئو گالیله مقایسه شده)، با تحقیر نسبت به علوم دینی به دیر لیبوویتزی‌ها سر می‌زند و از دیدن کتب علوم مختلف هزاره‌ها پیش آشفته می‌شود.
در بخش سوم کتاب که هفتصد سال پس از بخش دوم است، انسان‌ها پا به فضا گذاشته‌اند اما هنوز همچون دوران لیبوویتز گرفتار جهلی هستند که باز با جنگی هسته‌ای خود را نشان می‌دهد و عواقب آن پای خود را به دیر لیبوویتز باز می‌کند. در هر سه بخش این کتاب اشاره‌ای به داستان یهودی سرگردان شده و شخصی که در تمام این سال‌ها منتظر ظهور مسیح است.